# جزيرة نانغكا الصغرى
جزيرة نانغكا الصغرى وهي جزيرة من جزر إندونيسيا، وتتبع إقليم كليمنتان الجنوبية في إندونيسيا.